# Antônio Lacerda de Chermont
Antônio Lacerda de Chermont, primeiro barão e visconde com grandeza de Arari, (Chaves, 16 de outubro de 1806 — Pará, 5 de agosto de 1879) foi um militar e fazendeiro brasileiro, proprietário de terras em Marajó, que alcançou a patente de comandante-superior da Guarda Nacional e a presidência da província do Pará de 28 de junho de 1866 a 01 de junho de 1866 e  6 de agosto de 1868 a 29 de setembro de 1868.
Participativo nas políticas regionais, ajudou em obras de infra-estruturas como das estradas do Arsenal e das Mongubeiras, em 1851, além de ter financiado gastos públicos como a viagem de J. J. Brunet, diretor do Gabinete de História Natural do Ginásio da Província de Pernambuco, o qual se dirigira ao Pará para analisar as possibilidades hídricas do rio Amazonas.

## Biografia
Filho do coronel Theodósio Constantino de Chermont Filho e de Dona Inês Antônia Micaela Ayres de Lacerda, e irmão de Inês Antônia Micaela Lacerda de Chermont, casada com o comendador Antônio José de Miranda. Era neto do brigadeiro Theodósio Constantino de Chermont, considerado por Alexandre Rodrigues Ferreira, quando de sua viagem pelo rio Negro na década de 1780, como um dos oito maiores plantadores de arroz de sua época. Era bisneto do engenheiro e marechal de campo João Alexandre de Chermont. Casou-se com Catarina Pereira Leite Chermont, com quem teve os seguintes filhos:
- Francisco Leite Chermont, casado com Ester Pombo da Gama e Abreu, filha do barão de Marajó.
- Justo Leite Chermont, advogado, senador pelo Pará e primeiro governador do Pará no regime republicano,[7][8] casado com Augusta de Assis, filha de Joaquim José de Assis, deputado geral pelo Mato Grosso.
- Maria Emília Leite Chermont, casada com Manuel de Melo Cardoso Barata, segundo vice-governador do Pará no regime republicano e bisneto de João de Araújo Roso, senador pelo Maranhão.
- Inês Leite Chermont, casada com Teotônio Raimundo de Brito, deputado federal de 1894 a 1897.
- Antônio Leite Chermont, engenheiro e banqueiro.[9][10]
- Epaminondas Leite Chermont, embaixador, casado em Helen Mary Sloan e depois com Maria Thereza Caminha.[11][12]
- Pedro Leite Chermont, deputado federal.[7]
- Theodósio Constantino de Lacerda Chermont, tabelião e grande proprietário urbano e rural, casado com Maria da Conceição da Gama e Silva.[13]
- Bento Leite Chermont, comerciante e agente fiscal de impostos, casado com Catherine Dennève.[14][15]
- Ignácia Leite Chermont
- Olympio Leite Chermont, engenheiro.[16]

O visconde de Arari foi também avô dos políticos Abel Chermont e Mário Midosi Chermont e do embaixador Jayme Sloan Chermont.

## Títulos nobiliárquicos e honrarias
Comendador da Imperial Ordem de Cristo e da Imperial Ordem da Rosa.
Barão de Arari
Título conferido por decreto imperial em 18 de maio de 1853. Faz referência ao rio Arari, região onde o nobre possuía terras. Em tupi significa rio dos papagaios.
Visconde de Arari com honras de Grandeza
Título conferido por decreto imperial em 10 de setembro de 1867.
Foi diretor da Companhia Paulista de Estradas de Ferro.